# Río Koyukuk
El río Koyukuk (en inglés: Koyukuk River; en koyukón, Ooghekuhno) es un importante río estadounidense, uno de los principales afluentes del río Yukón, que discurre por el Área censal de Yukón–Koyukuk, en el oeste del estado de Alaska. Tiene una longitud de aproximadamente 805 km y drena una amplia área de 82.880 km², localizada al norte del Yukón en el lado sur de la cordillera Brooks. El río
lleva el nombre del pueblo koyukón, una nación indígena de habla atabascana que habita en su cuenca.

## Geografía
El río Koyukuk nace de la confluencia de varios ramales o bifurcaciones localizadas por encima del círculo polar ártico, en las montañas Endicott (cerca de 67°58′N 151°15′O / 67.967, -151.250). El ramal del Norte del río de Koyukuk (North Fork of the Koyukuk River) nace en puertas del Parque nacional y reserva Puertas del Ártico. El río Koyukuk, ya como tal, fluye en dirección general suroeste, pasado Bettles, en un amplio valle de bosques de abetos en medio de pequeños lagos y pantanos. Se une al Yukon desde el norte, en la pequeña localidad de Koyukuk.
Sus principales afluentes son los ríos Glacier, Alatna (300 km), Hogatza (190 km) y John (110 km). El área alrededor de su confluencia con el Yukon es una gran llanura de inundación, protegida como parte del Refugio Nacional de Vida Silvestre Koyukuk.
El valle del río es el hábitat de osos y alces y es un destino para la caza.

## Historia

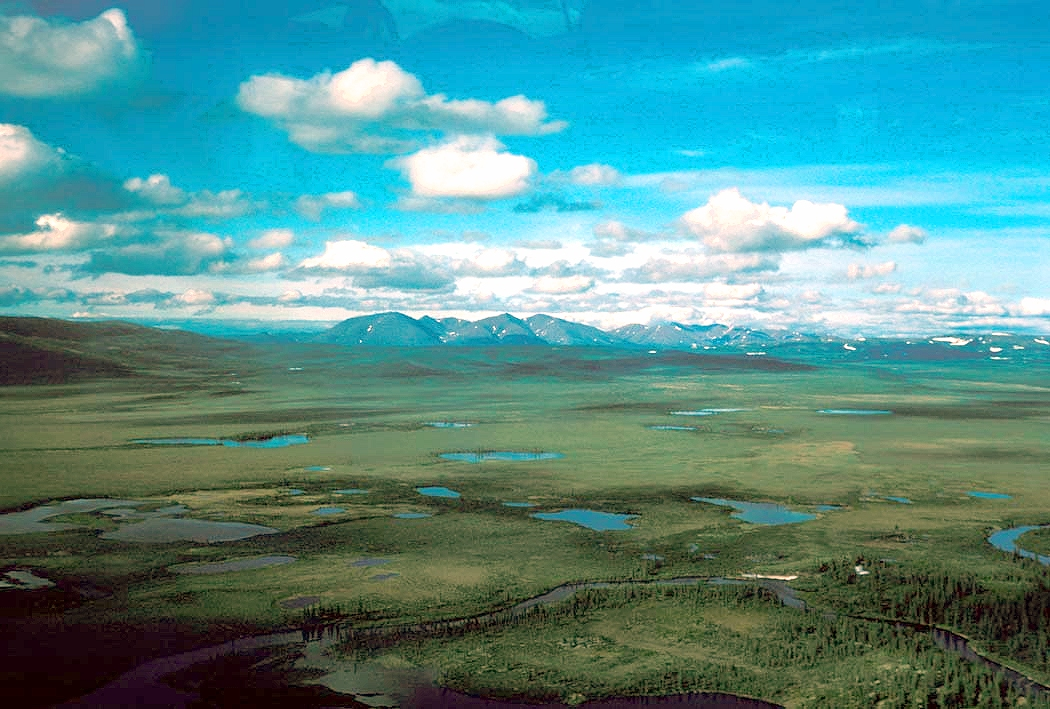
Colinas Zane y el río Koyukuk

El ruso Petr Malakov llegó al río en su confluencia con el Yukón en 1838. Cuando llegó encontró que mercancías tales como recipientes de hierro, cuentas de cristal, ropa y tabaco ya habían llegado la región mediante el comercio con los esquimales de la costa. Una epidemia de viruela les había precedido también, y en los años siguientes las enfermedades europeas reducirían drásticamente la población koyukón.
El teniente Henry Allen y Fred Fickett del ejército de Estados Unidos subieron y exploraron el río en 1885. El descubrimiento en 1893 de yacimientos de oro en el Ramal Medio dio lugar a una fiebre del oro en 1898, con el establecimiento de puestos comerciales y campamentos mineros, incluyendo Bettles, en el curso superior. El relativo aislamiento se alteró con la llegada de más de mil hombres a la zona: encontraron poco oro, y la mayoría se fue en el siguiente invierno.
En 1929, el activista mediomabiental Robert Marshall exploró el Ramal del Norte del río Koyukuk y dio el nombre de Puertas del Ártico a los altos de la cordillera Brook a lo largo del río.
El 10 de noviembre de 1978, el Congreso de los Estados Unidos designó 164 km del Ramal Norte del río Koyukuk (North Fork of the Koyukuk River) en la cordillera Brooks como río salvaje y paisajístico nacional (Koyukuk Wild and Scenic River), encomendando su gestión al National Park Service.
En 1994, una inundación en el río arrasó tres pueblos, obligando a la reubicación masiva de la población.